# 黃偉賢
黃偉賢（英語：Zachary Wong Wai-yin，1957年12月22日—），民主黨黨員，香港能仁書院文學學士。前任元朗區議會南屏選區議員及元朗區議會主席，曾任立法局議員和策略發展委員會管治及政治發展委員會委員。

## 簡歷
黃偉賢早年於新界元朗欖口園成長，曾就讀華封公立學校及天主教崇德英文書院。他與已故立法局議員吳明欽份屬好友，受吳影響而踏入政壇。黃偉賢以實幹、勤奮見稱，自1988年起的區議會選舉，黃偉賢均能以高票數擊敗對手，深受元朗居民歡迎，而他亦是鼎鼎大名的新界西區議員。1991年黃偉賢聯同吳明欽出選新界西立法局選舉，最後吳明欽以高票當選，黃偉賢則以些微票數敗於戴展華，但後來戴展華因被揭發持虛假文件以冒認律師，結果以「私人理由」辭職；而黃偉賢參與補選並成功擊敗鄉事派鄧兆棠，晉身立法局，更成功在1995年連任，根據《立法局議員天主教監察組1996/97年度監察報告》，黃偉賢向政府的提問次數是議員之冠。
1994年，當時為匯點成員的黃偉賢、李華明、狄志遠，認為劉慧卿提出的1995年全面普選立法局方案並不符合政治現實，故對劉慧卿方案投棄權票。
因黃偉賢所屬的民主黨拒絕加入回歸後成立的臨時立法會，在1997年回歸後黃偉賢失去了立法會議員資格。
香港回歸後，黃偉賢曾參選首屆立法會選舉，但礙於其在民主黨參選名單中排名較後而未能當選，往後的立法會選舉常有黃偉賢再披戰衣的傳聞，但都只聞樓梯響。不過到了2012年香港立法會選舉，黃偉賢繼首屆立法會選舉後，再次代表民主黨參選，並且排名在陳樹英名單中第二位，可惜他與陳樹英名單未能當選。
此外，黃偉賢致力扶掖後進，2010年代冒起的民主黨元朗區議員、後來擔任立法會議員的鄺俊宇便是其一手培養的徒弟。另外，黃偉賢亦積極參與地區事務，例如保衛菜園村、反高鐵事件，乃至保護南生圍等，黃偉賢和鄺俊宇也是最初發起力量之一。
黃偉賢自1988年起當選元朗區議員，一直連任直至2021年，成為元朗區最資深的民選區議員。2019年區議會選舉，民主派取得元朗區議會過半數議席。2020年1月7日，新一屆元朗區議會第一次大會中，黃偉賢在沒有競爭的情況下，當選為新一屆元朗區議會主席。
2021年10月21日，政府公佈最後一批區議員宣誓結果，連同黃偉賢在內的16人宣誓無效需即時離任，並且在5年內不得參與各級選舉。結束黃氏長達33年半的區議員生涯。